# ИП (планёры)
«ИП» (Испытание Профиля) — экспериментальная серия из двух планёров (ИП-1 и ИП-2), сконструированных в середине 1930-х году руководителем Центрального бюро планерных конструкций (ЦБПК) О. К. Антоновым.

## История
В 1933 инженером-конструктором О. К. Антоновым было создано 10 моделей планёров, из которых 8 было экспериментальных. Серия планёров «Испытание профиля» (ИП) предназначалась для исследования крыльевых аэродинамических профилей и разрезных элеронов. В создании этих экспериментальных планёрах использовалась суррогатная крафт-бумага. Предварительно размоченную в воде и ещё влажную наклеивали казеиновым клеем прямо на деревянный каркас, а также для увеличения прочности по нервюрам наклеивали ещё полоски белой, более тонкой бумаги, и после высыхания покрывали масляным лаком. Несмотря на то, что эти опытные планёры летали отлично и качество их было выше, чем серийных, дело не пошло поскольку всем хотелось попробовать пальцами обшивку на прочность, а таковая подобного отношения не выдерживала. Ввиду чего рассматривалась дополнительная защита тканью или стеклом.